# Чжан Цзоцзи
Чжан Цзоцзи́ (кит. трад. 張作驥, пиньинь Zhāng Zuòjì, р.1961) — тайваньский кинорежиссёр, лауреат престижных кинопремий.

## Биография
Родился в 1961 году в Цзяи. Сначала в 1982 году поступил в университет Св. Иоанна и учился на электроинженера, но после службы в армии изменил планы, и в 1987 году поступил в Университет китайской культуры, где учился на кинооператора.

## Фильмография

### Режиссёр
| Год  | Оригинальное название | Русское название      | Комментарий |
| ---- | --------------------- | --------------------- | --- |
| 1996 | 忠仔                  |                       | Премия «Лучшая женская роль второго плана» кинофестиваля «Золотая лошадь», премия «Лучшая режиссура» Международного кинофестиваля в Салониках |
| 1999 | 黑暗之光              |                       | |
| 2002 | 美麗時光              |                       | Премия «Лучший фильм» кинофестиваля «Золотая лошадь», номинация на «Золотой лев» Венецианского кинофестиваля                                  |
| 2007 | 蝴蝶                  |                       | |
| 2009 | 爸，你好嗎？          |                       | |
| 2010 | 當愛來的時候          | Когда приходит любовь | Премии «Лучший фильм» и «Лучшая операторская работа» кинофестиваля «Золотая лошадь»                                                           |
| 2013 | 暑假作業              |                       | |
| 2015 | 醉．生夢死            |                       | |